# Storholmen (i Tuulijärvi, Raseborg)
Storholmen är en ö i Finland. Den ligger i sjön Tuulijärvi och i kommunen Raseborg i den ekonomiska regionen  Raseborg  och landskapet Nyland, i den södra delen av landet, 90 km väster om huvudstaden Helsingfors. Öns area är 3,1 hektar och dess största längd är 250 meter i sydöst-nordvästlig riktning.